# رامک (روستا)
رامک روستایی در افغانستان واقع در ولایت غزنی و مرکز ولسوالی ده‌یک است.